# Marius Schneider

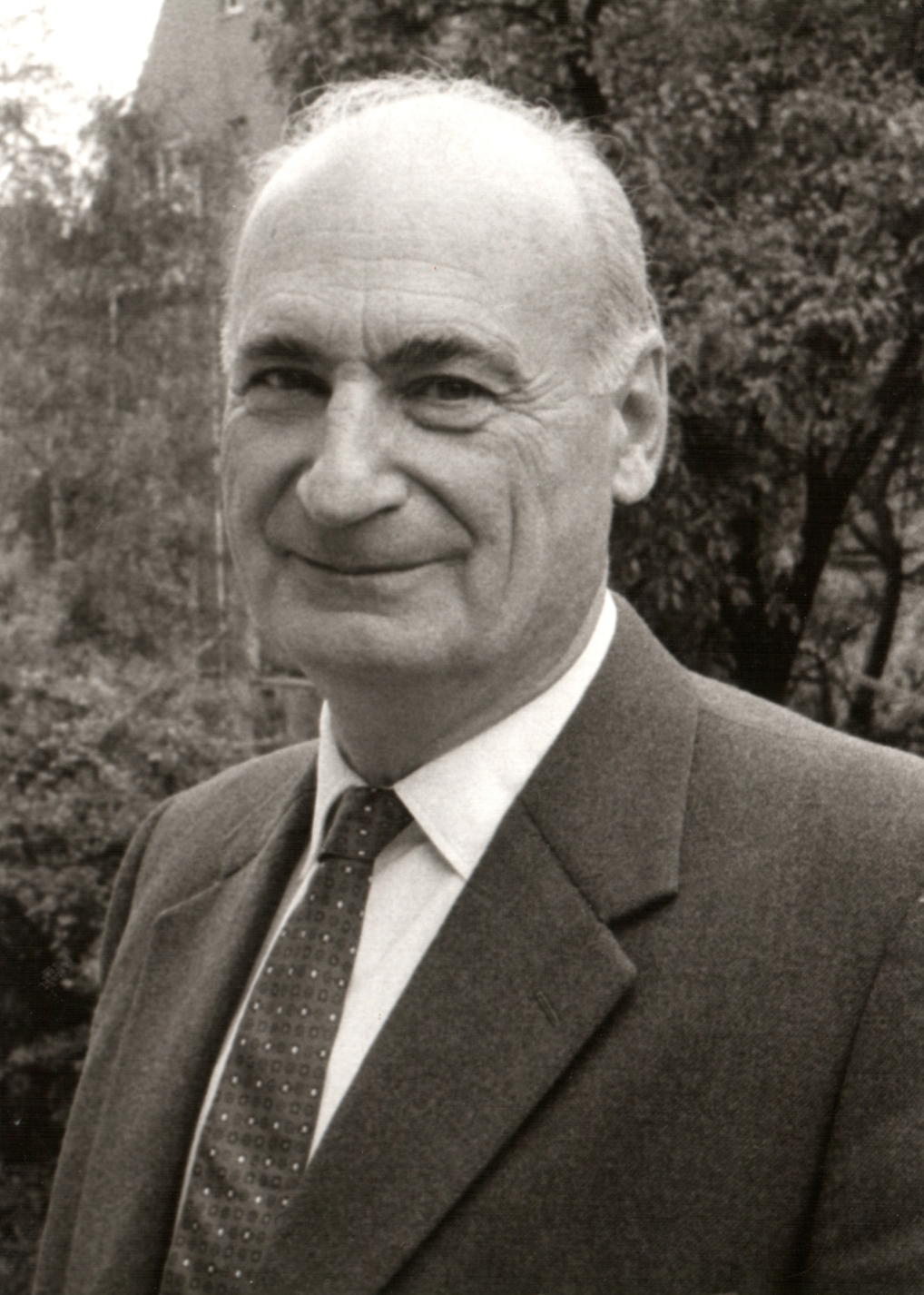
Privatfoto von Schneider

Marius Karl Alfons Schneider (* 1. Juli 1903 in Hagenau; † 10. Juli 1982 in München) war ein deutscher Musikethnologe.

## Leben

### Familie
Marius Schneider wurde als 2. Kind des Hagenauer Hoteliers Alfons Johann Schneider und seiner Ehefrau Maria Josefine Theresia Geiger geboren. Er selbst hatte aus erster Ehe zwei Kinder, Nikolaus (1932–1995) und Maria Veronika (* 1937). Seit 1956 bis zu seinem Tod war Schneider mit Birgit (geb. Siller, * 1922) verheiratet, die als Musikerin für ihn eine wichtige Mitarbeiterin wurde.

### Ausbildung
Schneider studierte in Straßburg deutsche Philologie, Klavier und Komposition und legte dort 1924 sein erstes Klavierexamen ab. Ab 1924 studierte er am Conservatoire de Paris und am musikhistorischen Seminar der Sorbonne bei André Pirro. Weitere Lehrer waren Achille Philip, Alfred Cortot, Eugène Cools und Maurice Ravel (privatim). 1927 ging er zum weiteren Studium der Musikwissenschaft an die Universität Berlin, wo er 1930 bei Johannes Wolf über „Die Ars Nova des 14. Jahrhunderts in Frankreich und Italien“ promovierte.

### Die 1930er und 1940er Jahre
Nach seiner Promotion war Schneider Assistent bei Curt Sachs und Erich Moritz von Hornbostel, dem Mitbegründer und langjährigen Leiter des Berliner Phonogramm-Archivs. 1932 übertrug von Hornbostel Schneider die stellvertretende Leitung des Phonogramm-Archivs. 1933 übernahm Schneider die alleinige Leitung des Archivs, da von Hornbostel als Halbjude seiner Ämter enthoben worden war und in die Schweiz emigrieren musste.
1934 publizierte Marius Schneider zwei Bände einer Arbeit über die Geschichte der Mehrstimmigkeit. Zunehmend traten Konflikte mit Personen aus dem nationalsozialistischen Sonderstab Musik auf. Eine Habilitation Schneiders an der Berliner Friedrich-Wilhelms-Universität zu dem Thema Geschichte der Mehrstimmigkeit wurde auf Einspruch aus dem Stab Rosenbergs und dem Nationalsozialistischen Deutschen Dozentenbund 1937 vereitelt. In einem Schreiben an den Dekan der Philosophischen Fakultät, das sich in der Habilitationsakte im Archiv der Universität findet, heißt es unter anderem:
„Ich muß im Einvernehmen mit dem Vertreter des NS-Dozentenbundes die Habilitation des Dr. Marianus Schneider völlig ablehnen. Wie schon seine nationale Zuverlässigkeit in Frage gezogen wird, so gehört er auch heute noch zu den ausgesprochenen Gegnern des Nationalsozialismus. … Weder charakterlich noch wissenschaftlich ist ein günstiger Einfluß auf die Studenten von seiner Seite zu erwarten, da auch wissenschaftlich ihm eine völkische deutsche Fragestellung völlig fern liegt“.
Schneider betrieb daraufhin seine Einberufung. Seine Militärdienstzeit, die er bei Admiral Wilhelm Canaris in der Abwehr verbrachte, konnte er für Experimente zu musikalischen Assimilationsprozessen nutzen u. a. in Tunesien. Als Schneider nach dem Ende des Afrikafeldzugs 1943 nach Berlin zurückkehrte und als Kustos am Institut für Musikforschung im Gespräch war, wurden zwei weitere Gutachten über ihn erstellt. Darin heißt es unter anderem:
„… daß die wissenschaftliche Befähigung von Schneider nicht in Abrede gestellt wird, jedoch wird er, soweit wir bis jetzt sehen, als ein lebensfremder Intellektueller betrachtet, der keine Berührungspunkte mit der nationalsozialistischen Weltanschauung hat. Nach uns bereits vorliegenden Unterlagen kommt er als Jugenderzieher und für die Universitätslaufbahn jedenfalls nicht in Frage. … Immerhin sollte es für Sie auch aufschlußreich sein zu hören, daß Schneider im Jahre 1934 seine Werke folgendermaßen datiert hat: Berlin, Maria Lichtmeß 1934 und das zweite: Berlin, am Feste Aller Heiligen 1934. Sein Gedanke, der in dem Werk ‚Geschichte der Mehrstimmigkeit‘ ausgesprochen wird, ist, die Frühzeit der europäischen Musik durch Vergleich mit der jetzt in Phonogrammen aufgenommenen Musik der Naturvölker zu erklären. Dieser Gedanke hat immerhin etwas bedenkliches, weil dabei von vornherein der Rassenstandpunkt außer Acht gelassen wurde.“
„Seine Ernennung zum Kustos am Staatl. Inst. f. dtsch. Musikforschung in Berlin vermag ich nicht zu befürworten. Die wissenschaftliche Arbeit Schneiders erstreckt sich auf Themen der Vergleichenden Musikwissenschaft und auf Forschungen über die Anfänge der Mehrstimmigkeit. Die Ergebnisse seiner wissenschaftlichen Arbeiten sind umstritten. Auch wir machten die Beobachtung, daß er keine Berührungspunkte mit der nationalsozialistischen Weltanschauung hat. Er soll streng-gläubiger Katholik sein, und wie mir von Augenzeugen versichert wurde, hängt seine Wohnung voller Heiligenbilder“.
Damit bestand für Marius Schneider keine Aussicht mehr auf eine weitere akademische Betätigung in Deutschland. Anfang 1944 nutzte er eine Möglichkeit, nach Barcelona zu gehen und am dortigen Instituto Español de Musicología die „sección folklore“ aufzubauen. 1947 erhielt er einen Lehrauftrag an der dortigen Universität, den er bis 1955 ausübte.

### Weitere wissenschaftliche Laufbahn
Mitte der 1950er Jahre kehrte Marius Schneider nach Deutschland zurück. 1955 nahm die Universität zu Köln seine Habilitation an. Vom selben Jahr an war er bis zu seiner Emeritierung 1968 Professor für Musikethnologie an der Universität zu Köln. Zu seinen Schülern gehörten Robert Günther (später ebenfalls Professor an der Universität zu Köln), Josef Kuckertz (später Professor an der Georg-August-Universität Göttingen und der Freien Universität Berlin sowie Herausgeber des Jahrbuchs für musikalische Volks- und Völkerkunde) und Ivar Schmutz-Schwaller, der sich später der Erforschung altsyrischer Musik widmete und dessen Nachlass im Marquartstein Institut erschlossen und publiziert wird. Nach seiner Emeritierung lehrte Schneider bis 1970 als Gastprofessor in Amsterdam. Die letzten Lebensjahre verbrachte er in Marquartstein.

## Schwerpunkte wissenschaftlicher Arbeit
Die musikethnologische Arbeit von Marius Schneider war geprägt durch eine Synthese von historischer und vergleichender Musikwissenschaft. Diese ist bereits in seinen frühen Werken angelegt. Dabei war er wohl von Wolf, Hornbostel, Robert Lachmann und Sachs beeinflusst. Die Ansätze einer kulturhistorischen Ethnologie und insbesondere der Kulturkreislehre (u. a. nach Bernhard Ankermann, Fritz Graebner und Pater Wilhelm Schmidt) hatten für ihn eine große Bedeutung.
Zur geographischen und entwicklungsgeschichtlichen Einordnung verschiedener Formen der Mehrstimmigkeit ging Schneider in seinem Werk „Geschichte der Mehrstimmigkeit“ von 1934 noch von den auf einer Quintschichtung beruhenden Tonalitätskreisen aus. Seit 1946 jedoch waren es zunehmend Mythen und Symbolismen in schriftlichen und mündlichen Überlieferungen, die Schneiders Methode bei der Erklärung musikalischer Erscheinungen prägten. Bereits in El origen musical de los animales-simbolos en la mitologia y la escultura antiguas von 1946 verlieh er diesen eine herausragende Bedeutung, und aus ihnen heraus rekonstruierte er schließlich ein ganzes Urweltbild auf musikalischer Grundlage. Dabei ging Schneider von der Annahme aus, dass musikalische Symbole und Kulturelemente im Zuge von Wanderungen zur Zeit der Megalithkultur verbreitet wurden und anschließend in deren Nachfolgekulturen erhalten blieben und überliefert wurden.
Eine einschneidende Bedeutung für Schneiders Theorien, die er in dem Origen dargelegt hatte, besaß seine mittels dieser Theorien gelungene Entschlüsselung von Hymnen, die in den Tiersymbolen in den Kreuzgängen der romanischen Klöster von San Cugat und Girona in Katalonien verborgen waren. Diese Erkenntnisse wurden 1955 in „Singende Steine“ veröffentlicht.
Nach seiner Emeritierung widmete Marius Schneider einen Großteil seiner Zeit und seiner Schaffenskraft der Arbeit an einer umfassenden Kosmogonie, einer mehr als 1.500 Seiten umfassenden Arbeit, die er als sein eigentliches Hauptwerk betrachtete. Er konnte sie jedoch nicht mehr endgültig abschließen, und sie wurde bisher nicht veröffentlicht. Durch den Einsatz von Eckart Wilkens, eines Schülers von Schneider, wurde das Manuskript der Kosmogonie digitalisiert und steht nun in der Bibliothek des musikwissenschaftlichen Instituts der Universität zu Köln der Öffentlichkeit zur Verfügung. Eine 50-seitige zusammenfassende Einleitung von Marius Schneider zu seiner Kosmogonie wurde mit einem Vorwort von Josef Kuckertz posthum veröffentlicht.
Schneiders Kosmogonie wird von Hans-Georg Nicklas folgendermaßen charakterisiert:
„Schneiders besondere Leistung ist neben der beeindruckenden Quellensammlung sein strukturalistischer Ansatz. Von Schneider selbst wenig hervorgehoben und von seiner Rezeption kaum beachtet, ist sein streng strukturalistischer Grundgedanke einer genuinen Phase des Klanglichen in den Schöpfungsmythen ein in der Musikwissenschaft und Ethnologie im höchsten Maße unorthodoxer Gedanke. … Seine zehn Schöpfungsphasen, die er wie eine Folie über die kosmische Darstellung des Astrolabiums legt, erhalten Parallelen zu den Jahreszeiten, den verschiedenen Sonnenwenden, den Tierkreiszeichen, den Tageszeiten, dadurch zu Schlaf- und Wachphasen und schließlich zu einer Partialtonreihe, deren Schwingungsverhältnisse (1:2:3:4 etc.) den zehn Phasen entsprechen sollen. …Diese kühn anmutenden Analogien weiß Schneider durch eine Unzahl sich quasi gegenseitig bestätigender und stützender mythologischer Quellen durchaus plausibel zu machen.“

## Rezeption
Der Einfluss der Werke von Marius Schneider blieb nicht auf den deutschen Sprachraum beschränkt. In viele Sprachen übersetzt, sind vor allem die Singenden Steine bis heute Ausgangspunkt einer weit entfalteten Auseinandersetzung mit dem Werk von Marius Schneider. Schneiders Methode wurde auch von anderen Wissenschaftlern auf romanische Kreuzgänge angewendet.
Im Rahmen der musikologischen Kulturkreislehre berief sich 1950 Jaap Kunst unter anderem auf Schneiders Artikel Die musikalischen Beziehungen zwischen Urkulturen, Altpflanzern und Hirtenvölkern von 1939. Die aufgrund von melodischen Strukturen, Rhythmen und Aufführungsstilen vorgenommene Einteilung in Rassen wird heute allgemein abgelehnt.
Im angelsächsischen Bereich trug vor allem der Komponist und Musikwissenschaftler Jocelyn Godwin zur Verbreitung der Gedanken Schneiders bei, in Italien war es der Philosoph und Religionshistoriker Elémire Zolla.
In Spanien, wo Schneider selber einige Jahre gewirkt hatte, widmete ihm der Essayist und Kunstkritiker Juan-Eduardo Cirlot sein „Diccionario de Símbolos“ von 1958. Außerdem entstanden mehrere Dichtungen Cirlots, z. B. La Dama de Vallcarca von 1957 und Bronwyn von 1971, auf der Grundlage von Schneiders Urweltbild. Über Juan-Eduardo Cirlot fanden Schneiders Ideen in Spanien Eingang in die Kunstgeschichte, Literaturwissenschaft (z. B. bei Victoria Cirlot) und Symbolforschung (z. B. bei Jaime D. Parra) und wirken zum Teil bis heute fort.

## Veröffentlichungen (Auswahl)
Ein systematisches Verzeichnis der wissenschaftlichen Veröffentlichungen Schneiders wurde 1968 anlässlich des 65. Geburtstags Schneiders von Norbert Weiss aufgestellt. Darin sind 14 Jahre vor Schneiders Tod bereits 248 Titel aufgeführt. Ein Jahr später listet Robert Günther in einem Beitrag in der musikethnologischen Zeitschrift  Ethnomusicology 176 Titel von Marius Schneider auf. Doch auch nach seiner Emeritierung publizierte Marius Schneider weiter u. a. 1969 den dritten Teil seiner Geschichte der Mehrstimmigkeit und noch ein Jahr vor seinem Tod einen Beitrag über den Gregorianischen Choral.
- Die Ars nova des 14. Jahrhunderts, Inauguraldissertation, Potsdam 1930
- Die ars nova in Frankreich und Italien. Wolfenbüttel 1931.
- Geschichte der Mehrstimmigkeit. Historische und phänomenologische Studien. Berlin
  - 1. Teil: Die Naturvölker. 1934.
  - 2. Teil: Die Anfänge in Europa. 1935.
- A proposito del influjo arabe. Ensayo de etnografia musical de la España medieval. Anuario Musical. Vol. 1. 1946, S. 31–139.
- El origen musical de los animales-simbolos en la mitologia y la escultura antiguas. Ensayo historico-etnografico sobre la subestructura totemistica y megalitica de las altas culturas y su supervivencia en el folklore espanol, Barcelona, 1946, (Neuauflage : Madrid 1998, it. Gli Animali simbolici e la loro origine musicale nella mitologia e nella scultura antiche. trans. dallo spagnolo, Milano 1986)
- La danza de espadas y la tarantela. Barcelona 1948.
- Los Cantos de Lluvia. Annuario musicál IV, 1949.
- García Matos, Manuel - Cancionero popular de la provincia de Madrid. Edición critica por Marius Schneider y José Romeu Figueras. Barcelona/Madrid, Instituto Español de Musicología, 1951.
- Die historischen Grundlagen der musikalischen Symbolik. In: Die Musikforschung 4. 1951, S. 113–44.
- Singende Steine. Rhythmus-Studien an 3 katalanischen Kreuzgängen romanischen Stils. Bärenreiter, Kassel/Basel 1955. (überarbeitete Neuauflage 1978, fr. Le chant des pierres, Milano, 1976; it. Pietre che cantano: Studi sul Ritmo di tre chiostri catalani di stile romanic, Milano 1976)
- Primitive Music. In: E. Wellesz (Hrsg.): New Oxford Hist. of Music. 1: Ancient and Oriental Music. 1957, S. 1–82.
- L'esprit de la musique et l'origine du symbole. Diogène, Gallimard, Paris, 1959 numéro 27.
- Die Grundlagen der musikalischen Sphärenharmonie. (Acta Musicologica. 32) 1960.
- Le rôle de la musique dans la mythologie et les rites des civilisations non européennes. In: Histoire de la musique. I/1: Encyclopédie de la Pléiade. Paris 1960, S. 131–214.
- Klagelieder des Volkes in der Kunstmusik der italienischen Ars nova. (Acta Musicologica 33). 1961.
- Die Natur des Lobgesangs. In: Basilienses De Musica Orationes, hg. v. L. Schrade, H. 2, 1964, S. 5–21.
- Le rythme de la musique artistique espagnole du XVIe siècle vu à travers la chanson populaire. Budapest 1965.
- Consideraciones acerca del canto gregoriano y la voz humana. Arbor nº 48, Buenos Aires, enero y febrero 1965.
- Ein anamitisches Wiegenlied. Ein Beitrag zum Verhältnis von Musik und Sprache. Kassel 1966.
- Geschichte der Mehrstimmigkeit. Historische und phänomenologische Studien. Teil III, Tutzing 1969.
- Über das Wachstum des Rhythmus in der Musik als Gestalt und Erlebnis. Festschrift für Walter Graf, Wien 1970.
- Il Significato della Musica, Simboli, Forme, Valori Del Linguaggio Musicale. hg. v. E. Zolla, 1970.
- Natur und Ursprung des Symbols. Zeitschrift für Ganzheitsforschung, Wien 1971.
- Aussereuropäische Folklore und Kunstmusik - mit 321 Notenbeispielen aus Afrika, Asien, Melanesien und der Südsee, Australien, Nordamerika, Südamerika. in: Das Musikwerk, herausgegeben von Karl Gustav Fellerer, Band 44, Arno Volk-Verlag, Köln 1972.
- La danza delle spade e la tarentella, saggio musicologico, etnografico e archeologico sui riti di medicina. Milano 1972.
- Die Grundlagen der Kultsprache in den Kosmogonien. 12. Salzburger Religionsgespräche, Herausg. Th. Michel, Salzburg 1973.
- Die Gattung in der Musik der Naturvölker. in: Gedenkschrift für L. Schrade, 1973.
- La coppia simbólica « musica e pietra ». Conoscenza religiosa, 1973.
- Klangsymbolik in fremden Kulturen. In: Beiträge zur harmonikalen Grundlagenforschung, Heft 11, Lafite, Wien 1979.
- Das Lobopfer - sacrificum laudis. Vom Gregorianischen Choral und der Symbolik der Musikinstrumente. In: Bruno Moser (Hrsg.): Das christliche Universum. Illustrierte Geschichte des Christentums, München 1981, S. 14ff.
- Kosmogonie. In: Jahrbuch für musikalische Volks- und Völkerkunde, Band 14, 1989, S. 9–51.
- La musica primitiva. Milano 1992.
- Musique et langage sacrés dans la tradition védique. Cahiers de Musiques Traditionnelles n° 5 - Musiques Rituelles, 1992.
- Cosmic Music: Musical Keys to the Interpretation of Reality. Joscelyn Godwin (Editor), Rudolf Haase, Hans Erhard Lauer, Marius Schneider, Inner Traditions International, 1992.